# Raccordo autostradale 16
Der Raccordo autostradale 16 (italienisch für ‚Autobahnzubringer 16‘) ist ein Autobahnzubringer im Nordosten Italiens, der die italienische Autobahn A28 mit der Strada Statale 13 Pontebbana sowie der Stadt Pordenone verbindet.  Er ist lediglich 3,754 km lang und liegt vollständig in der italienischen Region Friaul-Julisch Venetien.
Verwaltet wird der Autobahnzubringer von Friuli Venezia Giulia Strade S.p.A (kurz: FVG Strade), die das regionale Straßennetz in Friaul Julisch-Venetien verwaltet. Die Strecke ist vierspurig (2 Fahrstreifen pro Richtung) ausgebaut, jedoch ohne Standstreifen. Die Straße selbst ist nicht als Autobahn klassifiziert, sondern als  strada extraurbana principale (vergleichbar mit einer Schnellstraße). Diese sind in der Regel nicht mautpflichtig.
Richtung Norden setzt er sich als SR 177 28 km bis Sequals fort.

## Verlängerung nach Norden und Errichtung einer neuen Autobahn

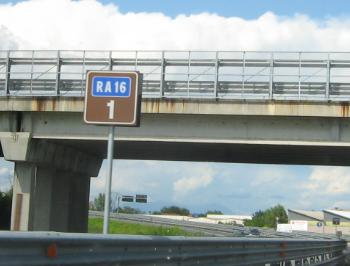
Bei Brücke 1

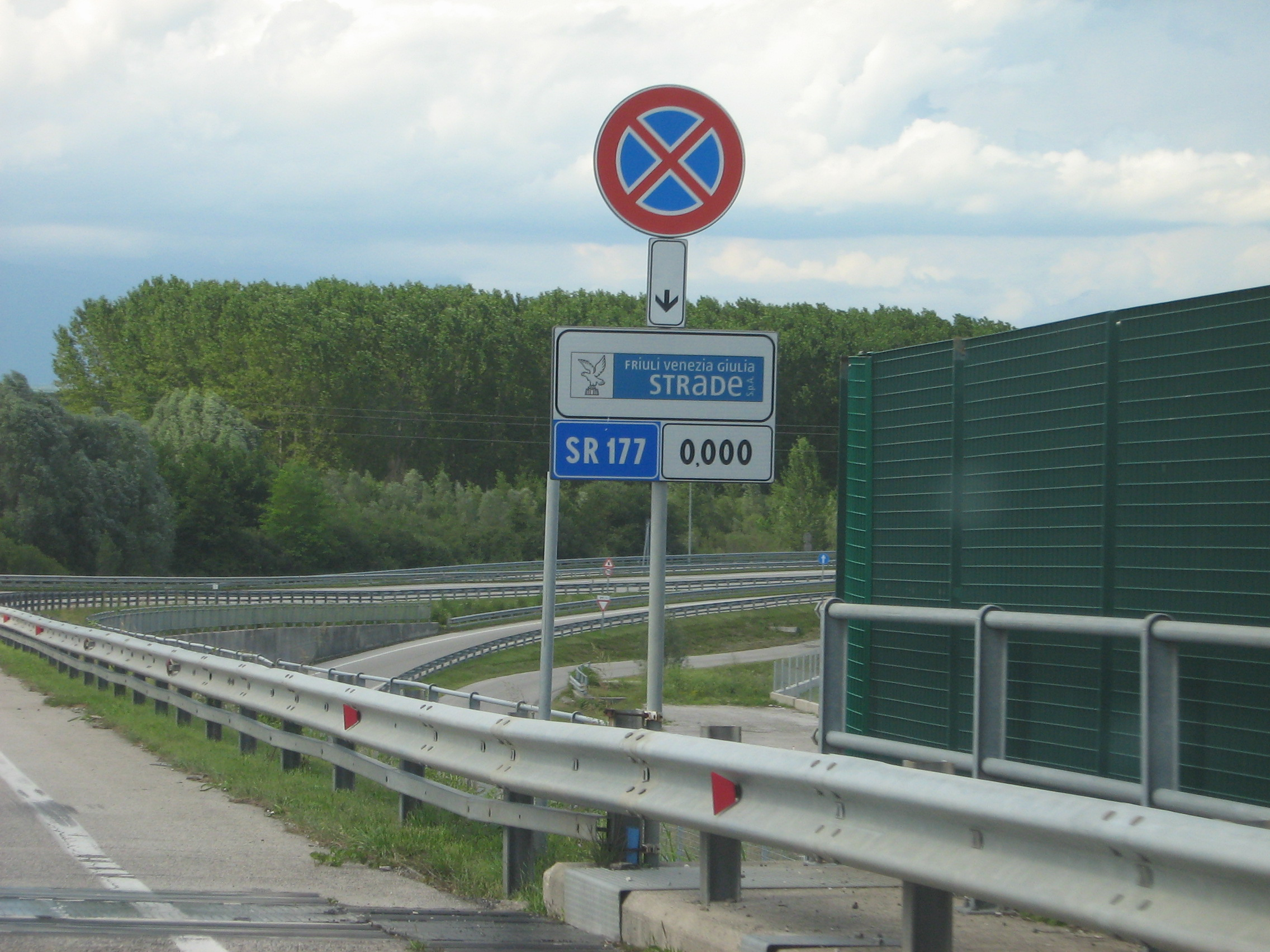
Übergang in die SR 177

Aktuelle Planungen sehen vor, den Autobahnzubringer als neue Autobahn 58 km  nordwärts bis nach Sequals und dann ostwärts bis nach Gemona del Friuli zur Autobahn A23 zu verlängern. Damit soll eine Verbindung zwischen den Autobahnen A23 und A28 geschaffen werden und außerdem eine Reduzierung der Fahrzeit zwischen Gemona und Pordenone erreicht werden, da somit Udine nördlich umfahren wird.
Finanziert wird dieses Projekt durch private Investoren wie die italienische Autobahngesellschaft Autovie Venete, Impregilo oder Rizzani de Eccher. Die geschätzten Kosten betragen 800 Millionen Euro, die zusammen mit einer 55 Jahre langen Konzession und den daraus resultierenden Einnahmen durch Maut finanziert werden sollen.
Die geplante Autobahn kann in zwei Abschnitte eingeteilt werden:
- Der Abschnitt zwischen dem derzeitigen Ende des Autobahnzubringers und Sequals. Hier existiert bereits ein zweispuriger Ausbau in Form der SR 177, die autobahntauglich ausgebaut werden soll.
- Der Abschnitt von Sequals bis nach Gemona existiert noch nicht. Hier wird der Neubau der Strecke deutlich komplizierter ausfallen, da man durch hügeliges Gebiet muss und daher viele Kunstbauten notwendig sein werden.[2]

Die Ausschreibung lief im Februar 2011 ab, sollte aber ursprünglich Ende 2010 abgeschlossen sein. Anfang des Jahres 2011 wurde bekannt, dass die geplante Strecke nicht als Autobahn, sondern lediglich als Schnellstraße (Superstrada) ausgebaut wird.
Am 15. März 2011 wurde ein neues Auswahlverfahren eröffnet. Es gibt insgesamt zwei Bewerber, die Condotte S.p.A, die unter anderem die Brücke über die Straße von Messina, mitfinanziert, sowie die SIS-Sacyr, die die Autobahn Pedemontana Veneta zwischen Vicenza und Spresiano (Provinz Treviso), errichtet. Die Prüfung beider Angebote durch Behörden der Region  Friaul Julisch Venetien wird einige Monate in Anspruch nehmen.
Die geschätzten Kosten betragen 800 Millionen Euro, die zusammen mit einer 55 Jahre langen Konzession und den daraus resultierenden Einnahmen durch Maut finanziert werden sollen.
Die geplante Autobahn kann in zwei Abschnitte eingeteilt werden:
- Der Abschnitt zwischen dem derzeitigen Ende des Autobahnzubringers und Sequals. Hier existiert bereits ein zweispuriger Ausbau in Form der SR 177, die autobahntauglich ausgebaut werden soll.
- Der Abschnitt von Sequals bis nach Gemona existiert noch nicht. Hier wird der Neubau der Strecke deutlich komplizierter ausfallen, da man durch hügeliges Gebiet muss und daher viele Kunstbauten notwendig sein werden.[2]

Die betroffenen Gemeinden entlang der geplanten Strecke wehren sich gegen die Ausbaupläne. Ein neu gegründeter Ausschuss, ARCA (Assieme Resistiamo Contro l’Autostrada) – la Pedemontana rivive (deutsch: Gemeinsam gegen die Autobahn – leben am Fuße der Alpen)  hat innerhalb zwei Wochen 200 Unterschriften gegen die geplante Autobahn gesammelt.
Anfang des Jahres 2012 hat ARCA weitere 3.870 Unterschriften gegen den Autobahnbau gesammelt. Die Unterschriften wurden der Verkehrsabteilung der Region Friaul Julisch Venetien übermittelt. Hauptkritikpunkte von ARCA sind, dass durch den Autobahnbau die besondere Landschaft im nördlichen Friaul zerstört wird sowie die Schaffung einer neuen Transitstrecke zwischen Venetien und Österreich.
Die Proteste gegen das Projekt gehen auch im Jahre 2012 weiter, während die Gegner der Autobahn weiterhin auf die Zerstörung der Umwelt entlang des  Tagliamento sowie der Zunahme der Feinstaubbelastung durch die zusätzlichen Fahrzeuge hinweisen und den Nutzen für die lokalen Betriebe und die lokale Wirtschaft in Frage stellen, hat der zuständige Minister der Regionsregierung den baldigen Beginn der Bauarbeiten ab 2013 angekündigt.